# Lijst van Noorse spoorwegmaatschappijen
Dit is een lijst van alle maatschappijen die treinen exploiteren op het netwerk van de Noorse spoorwegen.
Sommige maatschappijen hebben geen eigen infrastructuur maar exploiteren treinen over het netwerk van een andere maatschappij; deze worden in de lijst aangeduid met "geen eigen netwerk". Als een maatschappij meerdere namen hanteert staan de minder gebruikelijke namen cursief en wordt daar verwezen naar de meestgebruikte naam.

## Lijst van huidige Noorse spoorwegmaatschappijen
| naam                       | afkorting | lengte netwerk | spoorwijdte | opmerkingen                                                                      |
| -------------------------- | --------- | -------------- | ----------- | -------------------------------------------------------------------------------- |
| Bane NOR                   | BN        | ca. 4200 km    | 1435 mm     | Spoorwegbeheerder                                                                |
| Vy                         | VY        | geen eigen net | 1435 mm     | Voorheen Norges Statsbaner (NSB)                                                 |
| CargoNet AS                | CN        | geen eigen net | 1435 mm     | Goederenvervoer, dochteronderneming van Vy                                       |
| SJ Norge                   | SJ        | geen eigen net | 1435 mm     |                                                                                  |
| Go-Ahead Norge             | GA        | geen eigen net | 1435 mm     |                                                                                  |
| Malmtrafikk AS             | MTAS      | geen eigen net | 1435 mm     | vervoert ijzererts voor Luossavaara Kiirunavaara Aktiebolag (LKAB)               |
| Flytoget AS                |           | geen eigen net | 1435 mm     | Expresdienst van en naar de luchthaven in Oslo                                   |
| Vy Gjøvikbanen             |           | geen eigen net | 1435 mm     | een dochtermaatschappij van Vy                                                   |
| Tågåkeriet i Bergslagen AB | TÅGAB     | geen eigen net | 1435 mm     | Zweedse spoorwegonderneming actief in het goederenvervoer in Zweden en Noorwegen |
| Green Cargo                | GC        | geen eigen net | 1435 mm     |                                                                                  |
| Grenland Rail              | GR        | geen eigen net | 1435 mm     |                                                                                  |
| Onrail                     | OR        | geen eigen net | 1435 mm     | Goederenvervoer tussen Oslo en Åndalsnes                                         |
| Hector Rail                | HR        | geen eigen net | 1435 mm     |                                                                                  |

## Lijst van voormalige Noorse spoorwegmaatschappijen
| naam           | afkorting | lengte netwerk | spoorwijdte | opmerkingen                           |
| -------------- | --------- | -------------- | ----------- | ------------------------------------- |
| Linx           |           |                | 1435 mm     | Samenwerkingsverband tussen SJ en NSB |
| NSB Gods       | NSB       | geen eigen net | 1435 mm     | Nieuwe naam: Cargonet                 |
| Ofotbanen AS   | OBAS      | geen eigen net | 1435 mm     | Insolventie 2009                      |
| Cargolink      | CL        | geen eigen net | 1435 mm     | 2008-2016                             |
| Petersson Rail |           | geen eigen net | 1435 mm     | Faillissement 2012                    |